# Tom Clancy's The Division 2
Tom Clancy’s The Division 2 est un jeu vidéo en ligne en monde ouvert de tir tactique et d'action-RPG (looter shooter) développé par Massive Entertainment et édité par Ubisoft, sorti le 15 mars 2019 sur PlayStation 4, Xbox One et Windows.
Il fait suite à Tom Clancy's The Division.

## Synopsis
Le joueur incarne un agent du Strategic Homeland Division (SHD, la « Division »), sept mois après les événements du premier opus, cette fois-ci à Washington. Plusieurs factions occupent la ville au début du jeu : les Hyènes (un gang de pillards), les True Sons (des paramilitaires) et les Parias (les survivants de la quarantaine forcée). Par la suite, la ville est envahie par une autre faction plus redoutable, les Black Tusks.

## Système de jeu
À l'instar du premier opus, le joueur peut visiter certains lieux notables de la capitale américaine comme la Maison-Blanche, le Capitole des États-Unis ou encore le National Air and Space Museum. Il y a trois Dark Zones (zone PvP).
D'après un test de Jeuxvideo.com, il faut « entre 25 et 30 heures pour simplement accéder au niveau maximal » (niveau 30).
Au niveau 30, une spécialisation est possible : démolisseur, tireur d'élite, survivaliste, artilleur, incendiaire ou technicien avec l'octroi d'une arme appelée arme signature (respectivement le lance-grenades, le fusil de précision lourd au coup par coup chambré en .50 BMG, l'arbalète, le minigun, le lance-flammes et le lance-missiles) et de bonus spécifiques . Une partie des bonus est cependant commune à toutes les spécialisations (bonus de dégâts suivant la catégorie d'armes et pour l'arme signature).
Les spécialisations artilleur, incendiaire et technicien disposent en plus de recherches de terrain, qui accordent des camouflages d'armes et des schémas quand elles sont complétées.

## Commercialisation
Le budget de développement jeu avoisinerait les 100 millions d'euros. Conçu comme un game as a service, The Division 2 est le plus gros jeu commercialisé dans l'année 2019 par Ubisoft, qui espère grâce à lui réaliser un grand trimestre fiscal.
Le 9 janvier 2019, Ubisoft annonce délaisser Steam sur PC au profit de la boutique Epic Games,,. D'après Les Échos,  le magasin en ligne se serait engagé à verser un montant minimum de 50 millions de dollars à l'éditeur en échange d'un tel geste.

## Accueil
En mai 2020, Ubisoft annonce que le jeu s'est vendu à plus de 10 millions d'unités.

## Patchs majeurs et DLC
- Année 1 :
  - « Invasion : La bataille pour D.C. » (annoncé pour avril 2019 puis retardé) :
    - « Tidal Basin » (ajout de la forteresse des Black Tusks, de la difficulté World Tier 5 et de niveaux d'équipements supérieurs)
    - « Opération Heures Sombres » (raid à huit joueurs)
    - Nouvelle spécialisation Artilleur (la 4e)

  - « Pentagone : le dernier château » (automne 2019)
    - Nouvelle spécialisation Technicien (la 5e)
    - Nouvelle spécialisation Incendiaire (la 6e)
- Année 2 :
  - « Warlords of New York » (Mars 2020)
  - « Opération Cheval de Fer » (raid à huit joueurs, juillet 2020)
  - « The Summit » (Mode de jeu dans une tour où il faut progresser pour atteindre le 100ème étage)